# Кінусайга
Кінусайга, або Кінусай-га (яп. 絹彩画 -  «розпис шовковим кольором») — вид мистецтва створення картин різнокольоровими шматочками шовкової тканини без шиття.
Японці славляться своєю здатністю підносити будь-яку діяльність до рівня мистецтва. Саме Японія дала світу ікебану, оригамі, канзасі та багато інших видів народного мистецтва та творчості. Більш 30 років тому в Японії з'явилася ще одна техніка створення картин, й останнім часом вона підкорила європейське творче середовище. Майстрині називають кінусайга технікою «печворк без голки».

## Історія виникнення
Техніка кінусайга виникла у минулому столітті. Її у 1987 році вигадала японська студентка Кіотського університету мистецтва та дизайну [Архівовано 28 жовтня 2021 у Wayback Machine.] Сецу Маено. Для створення роботи дипломного проекту Сецу Маено використала японську техніку Кімекомі. Після відкриття виставки «Ностальгічні пейзажі Японії» техніку кінусайга почали використовувати по всій Японії. Сецу Маено разробила навчальний курс та почала викладати кінусайга.

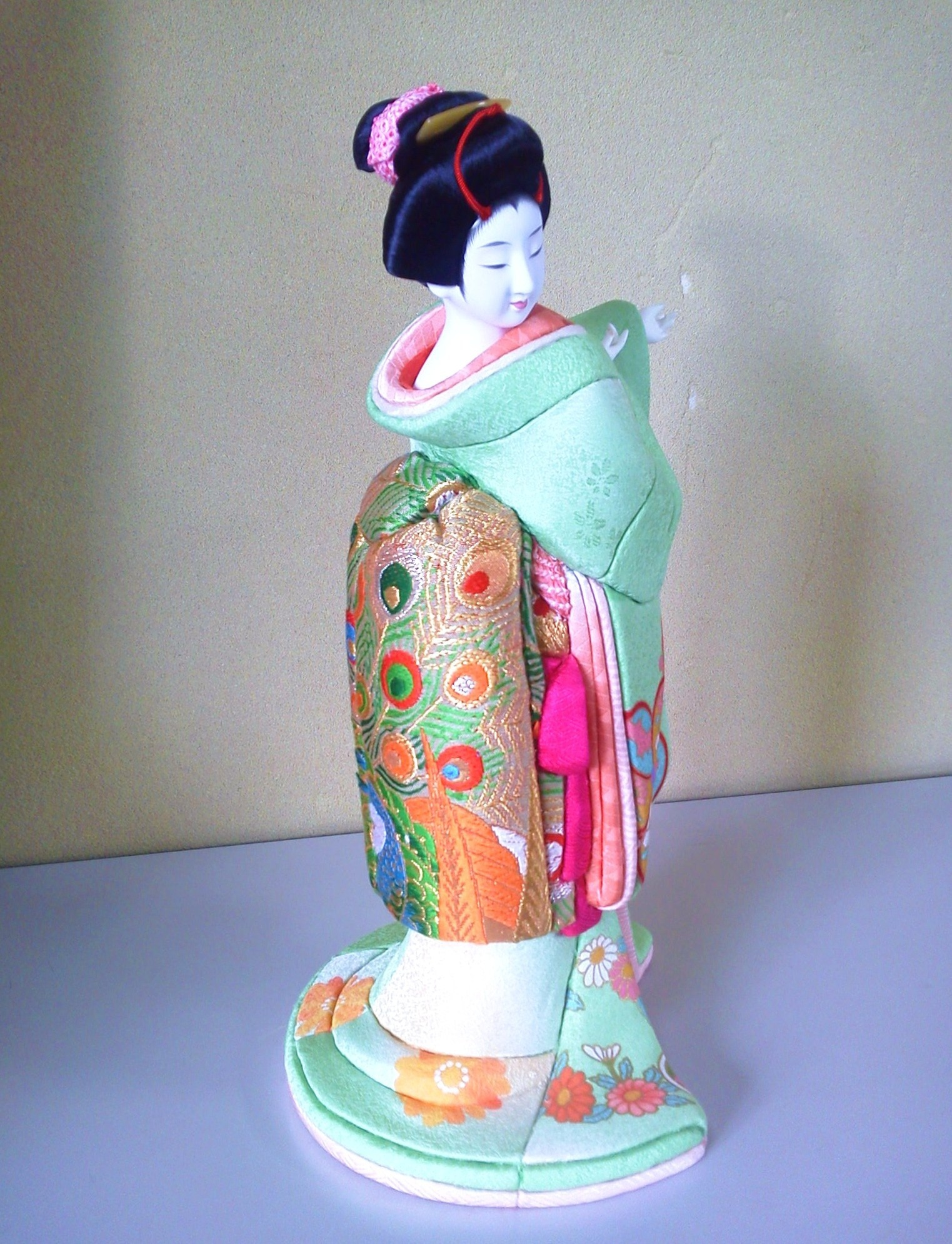
Лялька Кімекомі

Кімоно — традиційний японський одяг. З 1871 року воно в Японії вважається «національним костюмом». Цей одяг дозволяв позначати свій соціальний статус. Саме тому створення кімоно, вимагало розвитку декоративно-ужиткового мистецтва, зокрема техніки розпису та фарбування тканини, вишивання. Кімоно виготовлялося з дорогих парчевих і атласних натуральних тканин. Кімоно в Японії може бути для парадного та повсякденного вбрання. З давніх часів японці старі кімоно ніколи не викидали, а використовували у побуті, виробляли з них хаорі та кімоно для дітей, декоративні вироби, іграшки тощо. Саме для створення ляльки Кімекомі використовуються клаптики тканини. Ляльки Кімекомі виготовляли з дерева. Одяг ляльки робили у декілька етапів. Спочатку створюється контур частин тіла у вигляді борозен. Потім підбираються клаптики тканини. Останній етап — за допомогою голки або будь якого вузького інструменту тканина заправляється у борозни.
Саме цей спосіб «одягнення ляльки» використовується для створення картин Кінусайга.

## Технологія виготовлення
Для створення картин у техніці Кінусайга треба на дерев'яний або пінопластиковій дошці нанести олівцем контур малюнку, потім зробити тонким гострим ножем прорізи глибиною біля 2 мм по візерунку. Вибрані згідно малюнку клаптики тканини заправляють у борозни та зрізають зайвий матеріал. Раніше використовувався тільки натуральні тканини, але зараз все частіше використовують й синтетичні. Саме поєднання різних фактур надає картині фактурності. На одну картину Сецу Маено в середньому витрачала кілька сотень шовкових фрагментів. Деякі картини, виконані в техніці Кінусайга, виглядають як витвір мистецтва. Тонкий шовк, ідеально підібраний за кольором і фактурою, створюючи ефект об'єму. Виготовлені в техніці Кінусайга картини коштують дорого, так як кожна картина ексклюзивна, картина створюється довго, ретельно і кропітко.